# Evocazioni di Naruto
Questa è la lista di tutte creature che possono essere evocate tramite la Tecnica del Richiamo nella serie manga ed anime Naruto del mangaka Masashi Kishimoto.

Le tre evocazioni del Team 7 insieme.

## Rospi

### Gamabunta
Gamabunta (ガマブン太?) è il signore dei rospi e viene evocato prima da Jiraiya, poi dal Quarto Hokage nello scontro con la Volpe a nove code e infine da Naruto in diverse occasioni. Gamabunta è il più imponente dei rospi e per evocarlo è necessario utilizzare una grandissima quantità di chakra. Inoltre è molto irritabile e burbero e non gli piace prendere ordini da qualcuno, a meno che chi l'ha evocato non sia qualcuno tanto potente quanto rispettato.
Ha un modo di parlare simile a quello di un boss della yakuza, e si dimostra molto protettivo nei confronti dei suoi sottoposti e in particolare di suo figlio. Lui e Jiraiya sembrano buoni amici, oltre che compagni di bevute.

Gamabunta per combattere usa la sua immensa lama, è in grado di produrre un intenso getto di olio infiammabile che se incendiato da una tecnica di fuoco causa gravi danni (Arte del Fuoco - Fiato Incendiario del Rospo), ed è in grado di sputare potenti getti d'acqua dalla bocca. Tra le tecniche utilizzate da Gamabunta vi è la tecnica Sfere di acqua solida, un'arte acquatica che consiste nel lanciare dalla bocca delle vere e proprie "sfere" di acqua compressa che esplodono a contatto col bersaglio.
Doppiato da Hiroshi Naka e in italiano Pietro Ubaldi

### Shima e Fukasaku
Shima (シマ?) e Fukasaku (フカサク?), chiamati da Jiraiya Mà e Pà, sono i Due Rospi Eremiti (二大仙蝦蟇?, Nidaisengama) e vengono evocati da Jiraiya in occasione dello scontro con Pain. Durante lo scontro con Pain, Jiraiya è costretto a incidere un messaggio criptato compresso col chakra sulla schiena di Fukasaku in modo da rivelare a Naruto il segreto di Pain. Sono considerati molto saggi e sono rispettati da tutti coloro che li conoscono abbastanza bene. I due battibeccano spesso però si amano ancora, perché Shima ha il cuore a pezzi quando Pain lo uccide.

Schiena di Fukasaku con sopra il codice scritto da Jiraiya

Sono molto anziani e di piccole dimensioni, ma nascondono una grande forza, tanto da essere superiori a Jiraiya nell'utilizzo delle arti eremitiche. Possono utilizzare diverse tecniche ed hanno una vasta conoscenza dell'energia della natura e delle arti eremitiche, inoltre, possono fondersi con Jiraiya in modalità eremitica. In battaglia, Fukasaku e Shima sono estremamente abili. Dopo che Shima crea una creatura simile a un serpente per trovare l'avversario, Fukasaku può rapidamente colpirlo con la lingua. Entrambi sono in grado di creare forti raffiche di vento e, solo nell'anime, di emettere getti d'acqua. Inoltre sono molto intelligenti, perché riescono rapidamente a capire il funzionamento del Rinnegan. 
Doppiati in originale da Hikari Yono (Shima) e Ikuo Nishikawa (Fukasaku) e italiano da Elisabetta Cesone (Shima) e Riccardo Rovatti (Fukasaku).

### Altri rospi
- Gamakichi (ガマ吉?) e Gamatatsu (ガマ竜?) sono i due figli di Gamabunta. Il primo viene evocato da Naruto per sbaglio nello scontro con Gaara e poi successivamente, sempre per sbaglio, da Jiraiya. Il secondo viene evocato da Naruto per sbaglio durante lo scontro con Orochimaru. Appaiono nella seconda serie, molto cresciuti, e aiutano Naruto ad imparare una nuova tecnica. In seguito Gamakichi appare anche durante l'allenamento di Naruto sul Monte Myōboku e successivamente si reca con quest'ultimo, Shima, Fukasaku, Gamabunta, Gamahiro e Gamaken al Villaggio della Foglia, ormai raso al suolo, dove affronta le evocazioni di Pain. In seguito viene evocato da Naruto durante la quarta grande guerra ninja in cui ha assunto ormai dimensioni paragonabili a quelle di Gamabunta. Doppiati da Gianluca Iacono (Gamakichi) e Paolo De Santis (Gamatatsu)
- Gama (蝦蟇?, Rospo) è un rospo di medie dimensioni che trasporta il contratto dei rospi di Jiraiya. Delle sue abilità non si sa molto: può allungare a dismisura la sua lingua ed usarla come arma e per prendere qualcosa a distanza[3], mentre durante lo scontro con Itachi e Kisame, si presenta con un'armatura da samurai che probabilmente utilizza come sostegno in battaglia.[4]
- Gamaken (ガマケン?) è un rospo viola evocato da Jiraiya nello scontro con Pain.[5] Successivamente si reca con Naruto, Shima, Fukasaku, Gamabunta, Gamahiro e Gamakichi al Villaggio della Foglia, ormai raso al suolo, dove affronta le evocazioni di Pain. Si definisce molto goffo, anche se in battaglia dimostra ottime capacità combattive paragonabili a quelle di Gamabunta. Utilizza in combattimento arma a due punte chiodate chiamata Sasumata e uno scudo a forma di piatto sulla schiena. Doppiato in italiano da Cesare Rasini.
- Gamahiro (ガマすし?), detto anche "il rospo demolitore", è un rospo blu viene evocato da Jiraiya durante l'invasione del Villaggio della Foglia da parte di Orochimaru. Successivamente si reca con Naruto, Shima, Fukasaku, Gamabunta, Gamakichi e Gamaken al Villaggio della Foglia, ormai raso al suolo, dove affronta le evocazioni di Pain. È uno dei 3 rospi più grandi insieme a Gamabunta e Gamaken. L'unico indumento che Gamahiro indossa è una fusciacca intorno alla vita, il cui scopo è sostenere le sue armi, una coppia di enormi katana che porta dietro la schiena. Spesso usa il suo peso per schiacciare i nemici.
- Gerotora (ゲロ寅?) è un rospo a forma di un rotolo, in cui il Quarto Hokage ha scritto la chiave del sigillo di Naruto. Ha la capacità di levitare ed esce dalla bocca dell'evocatore. Doppiato in italiano da Vittorio Bestoso.[6]
- Ogama (大ガマ仙人?, Ōgama Sennin), il Grande Rospo Eremita, è il rospo più anziano e rispettato del monte Myoboku, del quale pare anche essere la massima autorità. A causa dell'età così avanzata si dimentica facilmente degli eventi e delle persone, e per questo viene aiutato a ricordare da Fukasaku e Shima.[7] Ha il potere di predire con molta precisione il futuro, utilizzando enigmi per rivelarlo.[8] È chiamato anche Grande Nonno (大じじ様?, Ōjiji-sama). In passato conobbe l'Eremita delle Sei vie, a cui predisse che in futuro un ragazzo con gli occhi azzurri avrebbe riunito tutti i Cercoteri e cambiato il mondo. È doppiato da Gianni Quillico.
- Iwagama è un rospo che Jiraiya utilizza per eseguire la Tecnica della Prigionia della Bocca del Rospo. Non si è mai visto per intero questo rospo ma solamente il suo stomaco. Jiraiya, utilizza Iwagama trasformando l'ambiente circostante nello stomaco di questo rospo sputafuoco e intrappolando i nemici che poi vengono digeriti da Iwagama stesso.
- Kosuke (ゲロ寅?) è un rospo messaggero lasciato al Villaggio della Foglia affinché possa avvertire Naruto e Fukasaku in caso di attacco improvviso al villaggio. Quando questo avviene per mano dell'Organizzazione Alba, viene ucciso da Danzo prima che possa raggiungerli.[9]
- Gamatatsu (がまたつ?) è uno dei rospi che abitano al monte Myoboku, è il figlio più giovane di Gamabunta e il fratello minore di Gamakichi. È prevalentemente di colore giallo con segni arancioni intorno agli occhi e alla bocca.
- Rospo-Negozio (店がま?) è un rospo che ha la capacità di trasformarsi in un edificio, e con il suo chakra, l'utente da all'edificio un design che si è immaginato. Con la promessa di bevande economiche, una volta che il bersaglio si trova all'interno il rospo torna alla sua forma originaria, intrappolando l'avversario dentro allo stomaco del rospo. Viene evocato da Jiraiya il ninja leggendario.

## Serpenti

### Manda
Manda (マンダ?) è il signore dei serpenti e il più grande e potenti di essi. Viene evocato prima da Orochimaru, poi da Kabuto Yakushi e infine da Sasuke. Manda è molto ingordo e vuole sacrifici umani per farsi evocare. Quando viene evocato nello scontro tra i ninja leggendari, Kabuto teme che se Manda avesse scoperto che Orochimaru non avesse potuto utilizzare le braccia, non avrebbe esitato a ucciderlo e mangiarlo. Il serpente è facilmente irritabile e non va molto d'accordo né con Gamabunta né con Katsuyu sebbene li aiuti quando hanno bisogno. Successivamente viene evocato da Sasuke per salvarsi dal C4 di Deidara, morendo nell'esplosione. Si distingue per la sua incredibile velocità e per la sua forza, e può fare la muta in un istante.
Dalle cellule di Manda Kabuto ha creato un suo clone: Manda II (二代目マンダ?, Nidaime Manda). A differenza dell'altro però questo ha le zampe come se fosse una enorme lucertola. Quando viene evocato per sconfiggere la tartaruga che nasconde Naruto e Killer Bee, Kabuto afferma che Manda II è più grande, più forte e con i riflessi più veloci del vecchio Manda.
È doppiato in giapponese da Masuo Amada, ed in italiano da Alberto Sette.

### Aoda
Aoda è un serpente evocato da Sasuke Uchiha durante lo scontro con il Decacoda e dall'aspetto si presume sia il figlio di Manda. A differenza di quest'ultimo è più tranquillo ed è fedele e rispettoso verso chi lo evoca come dimostrato con Sasuke. Delle sue abilità si sa solo che è dotato di una grande velocità e prontezza di riflessi.

### Tre Serpenti Giganti
I tre Serpenti Giganti (Kyodaija (巨大蛇?)) vengono evocati da Orochimaru durante l'assalto a Konoha. Erano di color marrone con macchie scure, ogni serpente indossava una sciarpa attorno alla base della testa. Nell'anime, i serpenti sono fusi insieme verso la coda, hanno occhi di colore giallo verde con un contorno nero e sono stati riconosciuti come delleBoidae.

## Lumache

### Katsuyu
Katsuyu (カツユ?) è la Regina delle Lumache e viene evocata da Tsunade in diverse occasioni, e in seguito da Sakura Haruno. Viene evocata da Tsunade nello scontro con Orochimaru, poi nell'anime per aiutare Shizune e il suo gruppo per sigillare il Tre code e, in seguito, durante l'attacco di Pain per trasferire il suo chakra e quello di Tsunade agli abitanti del villaggio. Durante la guerra viene evocata prima da Tsunade per guarire gli altri kage, e poi da Sakura nello scontro col Decacoda. Se paragonata a Gamabunta e Manda, Katsuyu è molto tranquilla e remissiva. Ha la capacità di dividersi in numerosissimi cloni più piccoli, che possono poi riunirsi in un tempo brevissimo a riformare il corpo originale. Per ora la sua unica arma offensiva è un acido in grado di sciogliere qualsiasi cosa che può sputare contro il suo avversario provocandogli gravi danni (anche se non se ne sono mai visti gli effetti). Inoltre ha un corpo indistruttibile, caratteristica che peraltro risulta evidente dalla sua struttura fisica, nessun urto o lama possono ferirla.
È da notare che a parte Katsuyu, non sono state mostrate altre lumache della sua specie evocate oltre a lei.
È doppiata in italiano da Jolanda Granato (1ªvoce), Martina Felli (2ªvoce) e Paola Majano (3ªvoce)

## Cani ninja
I Cani ninja (忍犬?, Ninken) sono otto cani che vengono richiamati da Kakashi Hatake, ognuno di una razza diversa e in grado di parlare il linguaggio umano. Tutti i cani indossano il coprifronte di Konoha ed una giacchetta da ninja, e sulla schiena portano la scritta Henohenomoheji (へのへのもへじ?). I cani ninja evocati da Kakashi sono:
- Pakkun (パックン?)
- Bisuke (ビスケ?)
- Shiba (シバ?)
- Akino (アキノ?)

- Guruko (グルコ?)
- Ūhei (ウーヘイ?)
- Urushi (ウルシ?)
- Bull (ブル?)

Kakashi li utilizza per trovare l'odore dei suoi obiettivi, come nell'inseguimento di Sasuke, ma anche in battaglia, come ha fatto contro Zabuza, usando la tecnica degli Artigli Inseguitori Sotterranei. Inoltre i cani possono anche essere evocati singolarmente, come fa spesso con Pakkun.

### Pakkun
Pakkun (パックン?), Pak nell'edizione italiana del manga, è un carlino ed è il più piccolo dei cani di Kakashi. Fa la sua prima comparsa durante la guerra tra Il Villaggio della Foglia e l'alleanza Sabbia-Suono, aiutando Sakura, Naruto e Shikamaru a trovare Sasuke. La seconda volta viene richiamato da Kakashi per scovare grazie al suo olfatto gli odori di Naruto e Sasuke dopo il tradimento di quest'ultimo. La terza volta viene inviato a cercare il Team Gai durante il salvataggio di Gaara, la quarta per trovare Shikamaru mentre combatteva con Hidan e la quinta per trovare Sasuke dopo la morte di Orochimaru. È doppiato in italiano da Marco Balbi.

## Altre creature

Enma in forma di bastone

- Enma (猿猴王・猿魔?, Enkōō Enma, Re dei Primati Enma) è il Sovrano dei Primati ed' è l'evocazione personale del Terzo Hokage. Viene evocato da Sarutobi nello scontro con la Volpe a Nove Code e in quello con il Primo e il Secondo Hokage. Ha una grande forza fisica ed è abile nei combattimenti e inoltre è capace di trasformarsi in un bastone duro quanto il diamante, che può allungarsi a piacimento, oltre che muoversi autonomamente. Dal bastone inoltre può far spuntare diverse parti del suo corpo, ed è anche in grado di moltiplicarsi, formando una gabbia che può proteggere chi l'ha evocato o imprigionare il suo avversario. Enma è estremamente leale a Sarutobi, anche se a volte non approva le sue azioni. È doppiato in italiano da Tony Fuochi in Naruto.
- Ninkame (忍亀?, lit. Tartaruga Ninja) è una grossa tartaruga richiamata da Gai. Ninkame ha il compito di fare la guardia a Rock Lee quando Gai non è nei paraggi. Si è vista la prima volta quando Rock Lee sfidò Sasuke, la seconda durante lo scontro tra Gai Maito e Kisame Hoshigaki, dove viene evocata in aria dopo molto tempo. Ninkame è una delle poche prove che Gai è in grado di usare le arti magiche. Le abilità di Ninkame sono totalmente sconosciute, di lei si sa solamente che è in grado di parlare.
- Kyodaigumo (巨大蜘蛛?, lit. Ragno Gigante) è un ragno gigante evocato da Kidomaru. Ha la capacità di deporre una quantità enorme di uova di ragno in meno di un minuto e per più volte consecutive. Può esplodere in una ragnatela se viene colpito. Viene visto per la prima ed unica volta nello scontro con Neji in quanto viene ucciso da quest'ultimo.
- Kamatari (カマタリ?) è una donnola dalle dimensioni umane che porta con sé una falce grande quasi quanto lei; è capace di distruggere una foresta in pochi istanti. Questa donnola è stata richiamata soltanto due volte: la prima volta da Temari nello scontro con Tayuya. Usando il Ballo del Taglia Taglia ha raso al suolo in pochi istanti la foresta in cui Tayuya si stava nascondendo; la seconda volta, solo nell'anime, per finire Kujaku, uno dei Quattro Fenomeni Celesti, del Villaggio degli Artigiani, dopo che era stata intrappolata da Shikamaru grazie alla Tecnica del Controllo dell'Ombra.
- Garuda (ガルダ?): è un falco di grandi dimensioni (può trasportare una o più persone sulla schiena) ed è l'evocazione personale di Sasuke Uchiha. Viene evocato da Sasuke nel duello con Danzo, e poi nello scontro con Kaguya. Le sue abilità sono sconosciute.
- Ibuse (イブセ?, Ibuse): è una salamandra evocata da Hanzo delle Salamandre, il cui soprannome lo deve appunto all'animale che utilizza in battaglia. È molto grande, ed è in grado di emettere un gas velenoso in grado di paralizzare i nemici. Verrà uccisa da Mifune durante la Quarta Grande Guerra Ninja.
- Baku (貘?, Baku): un tapiro gigantesco richiamato da Danzo nel duello con Sasuke. Ha l'aspetto di un tapiro con le zampe da tigre, la proboscide e la testa bendata. Possiede la capacità di aspirare con grande potenza tutto ciò che è davanti a lui entro un ampio raggio. Questa abilità può essere utilizzata per aumentare la potenza delle tecniche di vento e di fuoco; inoltre con essa Baku riesce a bloccare completamente persino il Susanoo non ancora completo di Sasuke. A detta di Tobi questa evocazione è una chimera mitologica che divora gli incubi, effettivamente presente nella mitologia nipponica.
- La Vongola gigante (蜃?, Ōhamaguri) è una evocazione che il secondo Mizukage richiama durante la Quarta Grande Guerra Ninja. A parte le sue enormi dimensioni, è simile a un mollusco ordinario, ma con diverse linee scure che circondano sia la parte superiore che quella inferiore del guscio, con il simbolo del Villaggio della Nebbia inciso in cima. Quando la vongola apre il suo guscio, inizia ad emettere dai sifoni una nebbia che crea un miraggio che rende tutti gli attacchi degli shinobi inefficaci.
- I Doki (怒鬼?) sono degli spiriti mangiatori d'anime (oni) ciechi che vengono controllati col particolare suono del flauto dell'evocatrice. Vengono evocati da Tayuya durante lo scontro con Shikamaru e vengono controllati dal flauto della stessa. Il loro corpo è organico e sono concettualmente come zombi. Oltre alla grande forza fisica questi possono far fuoriuscire il loro spirito dal proprio corpo (tenendolo sempre collegato al corpo tramite la bocca) ed utilizzarlo per ricognizione o tecniche offensive in grado di assorbire chakra.
- I Corvi (烏?, Karasu) sono le evocazioni personali di Itachi Uchiha; vengono usati principalmente in combinazione alle illusioni di Itachi stesso per disorientare il nemico.
- L'evocazione Rashōmon (羅生門?) è particolare, in quanto invece di richiamare un animale intelligente come alleato, questa tecnica evoca una gigantesca costruzione d'acciaio, appunto, la Porta dell'Inferno. Lo scopo di questa porta non è di arrecare danno all'avversario ma di bloccare colpi mortali, frapponendola tra sé e la tecnica avversaria. Dato che viene evocata con una tecnica del richiamo si può supporre che, a discapito dell'apparenza, sia una creatura vivente. Viene evocata per la prima volta da Sakon e Ukon durante lo scontro con Kiba e Akamaru, dove viene utilizzata per bloccare l'attacco Zanne del Lupo.
- Il Triplo Rashōmon (三重羅生門?, Sanjū Rashōmon) è l'evoluzione di Rashōmon, mediante la quale vengono evocate addirittura tre porte, che sono praticamente indistruttibili. Ogni porta ha una sua funzione:
  - il primo cancello, di colore rosso, riceve l'attacco;
  - il secondo cancello, di colore verde, riduce la potenza dell'attacco;
  - il terzo cancello, di colore blu, ne disperde la pressione.

Solamente un cercoterio può distruggerle.
- Il Quintuplo Rashōmon (五重羅生門?, Gojū Rashōmon) è l'evoluzione di Rashōmon, mediante il quale vengono evocate ben cinque porte. Vengono utilizzate dal primo Hokage Hashirama Senju per deviare la Teriosfera della volpe a nove code nello scontro con Madara Uchiha.
- La Statua Diabolica (外道魔像?, Gedo Mazo) è una tecnica speciale del Rinnegan o di chi possiede il DNA dei Senju e Uchiha, una delle due tecniche che permette di strappare le anime uccidendo come in questo caso il bersaglio, che permette di evocare un demone bendato che immette nell'utilizzatore delle lance nere che resteranno impiantate nel suo corpo per tutta la vita permettendogli di controllarlo al costo di molta energia vitale rendendo ancora una volta le tecniche del Rinnegan potenti, ma pericolose per l'utilizzatore. Dalla bocca del demone esce, poi, un drago spirituale che risucchia l'anima di tutti gli esseri viventi con cui entra in contatto. Questa statua viene utilizzata da Alba per la tecnica di confinamento dei cercoteri. La velocità d'azione del drago spirituale dipende dalla forza del bersaglio; per una persona normale basta che entri in contatto con il bersaglio che questo immediatamente muore mentre, se il bersaglio è un cercoterio, servono vari giorni di tempo. Viene in seguito rivelato che la Statua Diabolica non è altro che il corpo fisico della Decacoda, il cercoterio ancestrale, privato del suo chakra e che era sigillato sulla Luna. Durante la guerra la statua viene utilizzata sia da Obito che da Madara per ricreare il Decacoda. Dopo la sconfitta di Kaguya per mano di Naruto e Sasuke, i cercoteri torneranno in libertà mentre la statua verrà rinchiusa in un nuovo Chibaku Tensei, ponendo così definitivamente fine alla minaccia del Decacoda.

### Evocazioni Regno Animale
Tutti gli animali che il Regno Animale di Pain è in grado di evocare sono dotati di piercing e Rinnegan:
- L'Uccello Gigante dispone di un becco prominente e frastagliato e di tre zampe.[13] Nell'anime ha la capacità di deporre una grande quantità di uova, che successivamente esplodono.[14] Viene evocato prima durante lo scontro con Jiraiya e poi nello scontro con Naruto, nel quale viene ucciso da un Rasen-shuriken dell'avversario.
- Cerbero: cane con più teste che, a differenza del Cerbero mitologico, può dividere le sue teste in cani individuali e ricreare nuova teste ogni volta che le vengono tagliate (come l'Idra). Inoltre possono modificare le loro dimensioni. Viene evocato nello scontro con Jiraiya,[13] poi nell'anime durante la cattura di Utakata, durante lo scontro con la squadra di Tsurugi[15], e infine durante lo scontro con Naruto, Gamaken, Gamabunta, e Gamahiro. A differenza delle altre evocazioni, non può essere ucciso e scompare solo quando l'evocatore viene sconfitto.
- Panda Gigante: dispone di una pelle dura come la roccia che gli offre una grande resistenza. Viene evocato solo durante lo scontro con Jiraiya.[16]
- Grande Ariete: viene evocato prima nello scontro con Jiraiya[13] e, successivamente, nello scontro con Naruto, venendo ucciso da Gamahiro.
- Grande Rinoceronte: viene evocato, solo nell'anime, contro Jiraiya, venendo fermato da Gamaken[14], e poi durante l'invasione della Foglia prima per fermare Shizune e le sue guardie ANBU[17] e poi per affrontare Naruto. Viene ucciso da Gamaken.
- Granchio Gigante: viene evocato durante lo scontro con Jiraiya e ucciso da quest'ultimo tramite la Tecnica della Criniera del Leone. Ha la capacità di sputare una grande quantità di bolle per limitare i movimenti dell'avversario e per neutralizzare gli attacchi nemici. Il granchio può utilizzarla anche come una cortina fumogena efficace.[5]
- Scolopendre Giganti: vengono evocati durante l'invasione della Foglia.[18] Uno viene ucciso da Sakura Haruno e, nell'anime, un altro da Shikamaru Nara.
- Camaleonte Gigante: viene evocato durante lo scontro con Jiraiya, diventando invisibile per proteggere Pain e nascondere la sua posizione attuale.[13] Viene localizzato da Shima e poi attaccato da Fukasaku.